# Piazza Farnese

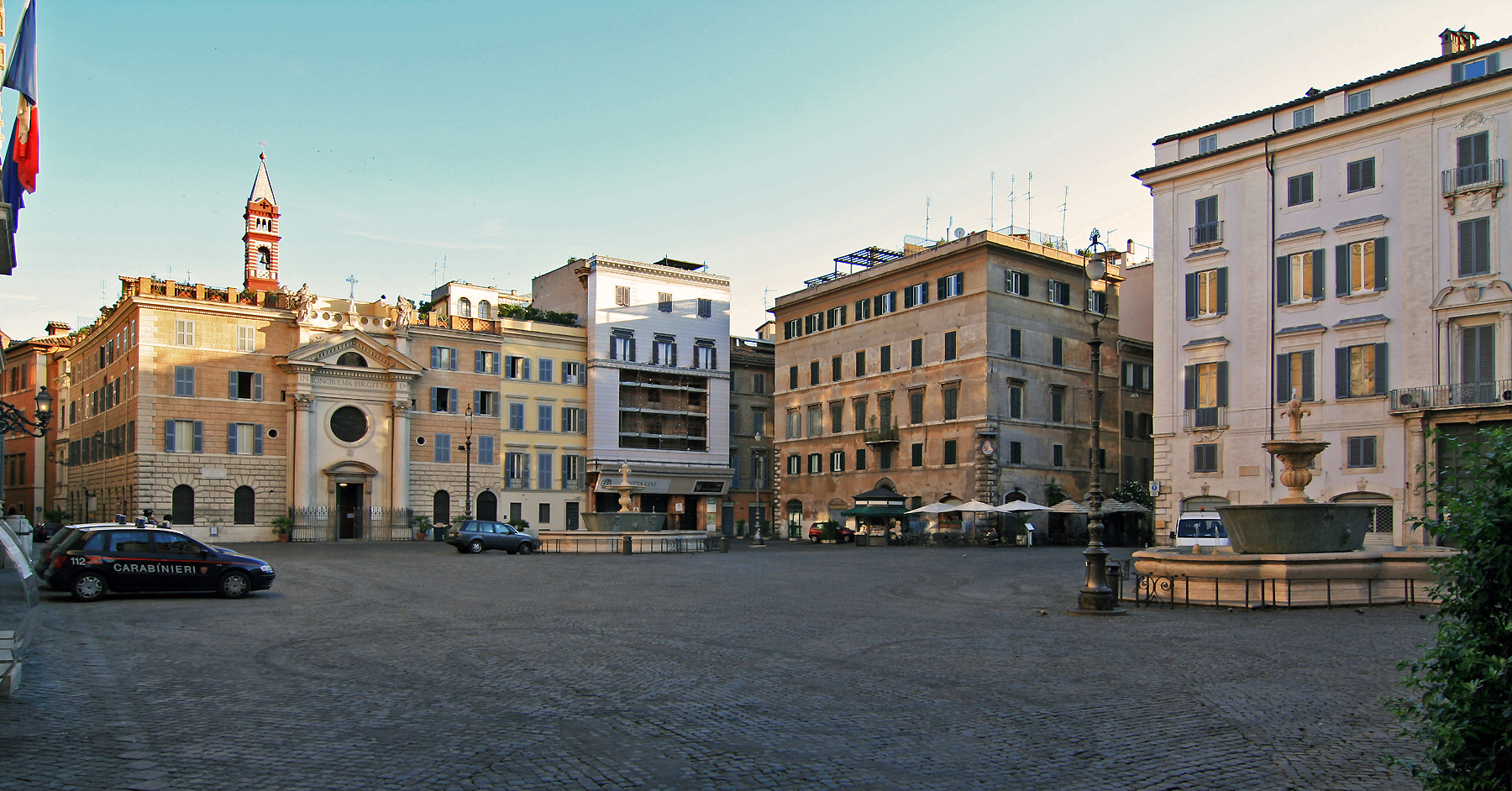
La Piazza Farnese. A la derecha, el Palazzo del Gallo.

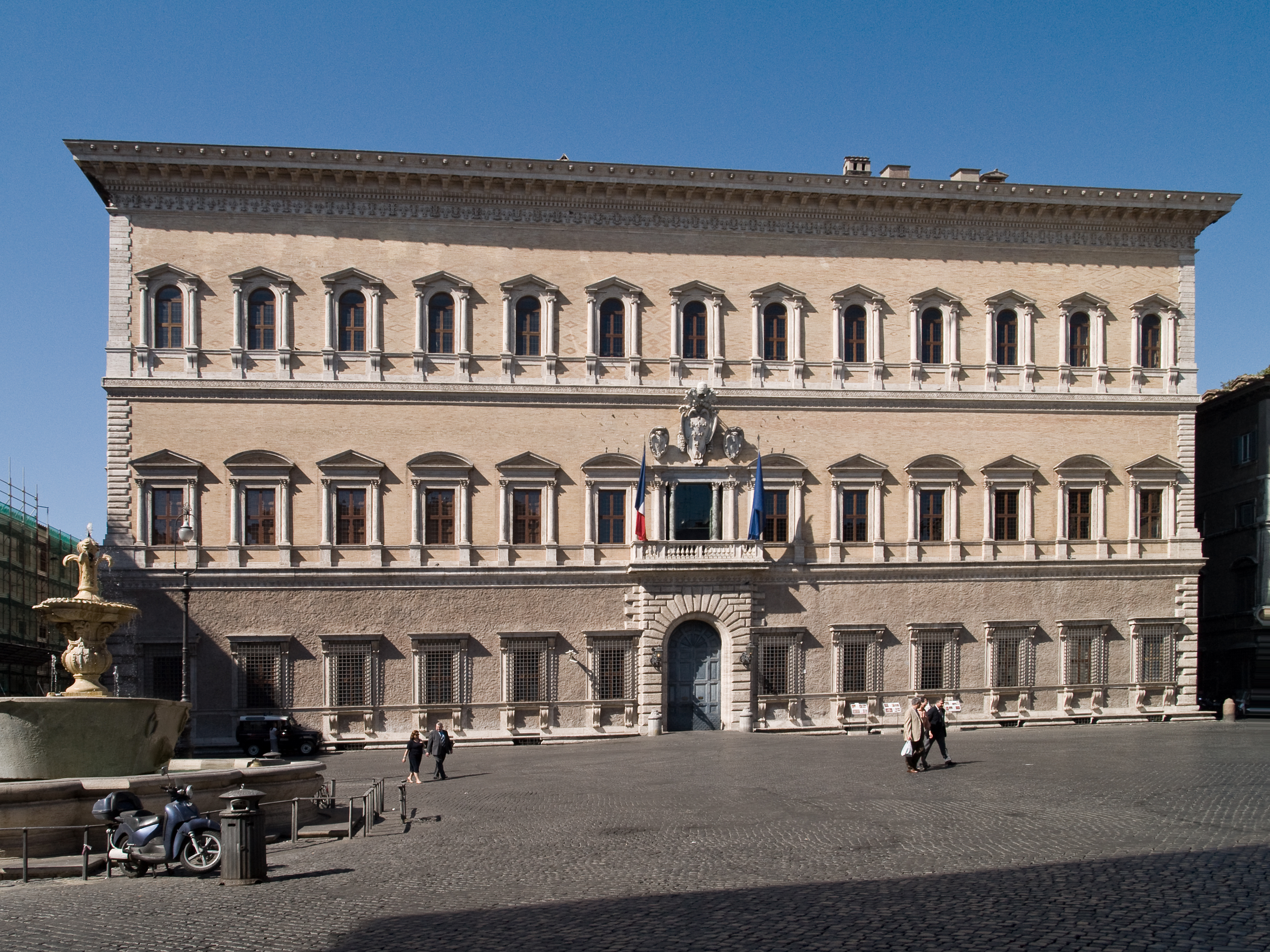
La fachada del Palazzo Farnese hacia la plaza.

La Piazza Farnese es la plaza más importante del rione Regola de Roma, Italia.

## Historia
La historia de la plaza empezó en el siglo XVI, cuando el cardenal Alessandro Farnese, futuro Paulo III, compró varias casas en la actual plaza para demoler y crear un espacio apropiado para el palacio que había hecho proyectar por Antonio da Sangallo il Giovane. Las obras empezaron en 1514, fueron interrumpidas por el Saco de Roma de 1527, y se retomaron tras la elección del cardenal como papa con el nombre de Paulo III y, desde 1546, estuvieron bajo la dirección de Miguel Ángel.
La plaza fue pavimentada en 1545, con enladrillado, debido a que pertenecía al palacio, y allí se colocó con fines decorativos, en eje con el acceso de la fachada, una de las dos fuentes de granito egipcio aún hoy presentes. Después de que Paulo V condujera el acqua Paola a Trastevere y, desviando el Tíber, a Regola, y Gregorio XV concediera cuarenta onzas a los Farnesio para la alimentación de las fuentes, la familia compró la fuente de la Piazza San Marco y encargó a Girolamo Rainaldi, en torno a 1626, diseñar las dos fuentes en las que se colocaron los dos estanques. Las fuentes eran puramente ornamentales, y estaban rodeadas por una barandilla. A beneficio del pueblo (y también de los animales) se construyó en el inicio de la Via Giulia la fontana del Mascherone.

## Edificios en la plaza
En la plaza confluyen ocho calles, de las cuales la más importante es la Via di Monserrato. Los edificios más relevantes, después del Palazzo Farnese, son la iglesia y el convento de Santa Brigida, el Palazzo del Gallo di Roccagiovane (frente al Palazzo Farnese, entre el Vicolo dei Baullari y la Via della Corda) y el Palazzo Mandosi Mignanelli (a la derecha, en la esquina con el Vicolo dei Venti). Otros edificios son reconstrucciones del siglo XIX de inmuebles más antiguos.